# Mi perfecto desconocido
Mi perfecto desconocido (en hangul, 어쩌다 마주친, 그대; romanización revisada del coreano: Eojjeoda majuchin, geudae) es una serie de televisión surcoreana dirigida por Kang Soo-yeon y Lee Woong-hee, y protagonizada por Kim Dong-wook y Jin Ki-joo. Se emitió por el canal KBS2 desde el 1 de mayo hasta el 20 de junio de 2023, los lunes y martes a las 21:50 (hora local coreana). También está disponible en las plataformas Kocowa, Viki y Viu para algunas zonas del mundo.

## Sinopsis
Mi perfecto desconocido es una extraña historia de viajes en el tiempo de un hombre y una mujer, atrapados en 1987, él para encontrar la verdad detrás de un caso de asesinato en serie en el pasado, y ella para evitar que su madre y su padre se casen. Yoon Hae-jun (interpretado por Kim Dong-wook) y Baek Yoon-yeong (interpretada por Jin Ki-joo) se dan cuenta de que sus objetivos están conectados y colaboran para resolver el caso.

## Reparto

### Principal
- Kim Dong-wook como Yoon Hae-jun, un presentador de noticias de televisión que tiene una personalidad tranquila y directa.[5][6]
- Jin Ki-joo como Baek Yoon-young, una oficinista común de una editorial que vive en la ciudad.[7][8]

### Secundario

#### Soon-ae y sus allegados en 1987
- Seo Ji-hye como Lee Soon-ae, amiga de Yoon-young, estudiante de tercer año en la escuela secundaria Woojung, apasionada de literatura.[9]
- Park Soo-young como Hyung-man, el padre de Soon-ae, dueño de una casa de té.[10]
- Kim Jung-young como Ok-ja, la madre de Soon-ae.[10]
- Hong Na-young como Lee Kyung-ae: la hermana mayor de Soon-ae, que trabaja en una peluquería.[11][12]
- Song Seung-hwan como Oh-bok, el hermano menor de Soon-ae.

#### Hee-seop y sus allegados en 1987
- Lee Won-jung como Baek Hee-seop, estudiante de tercer año en la escuela secundaria Woojung.[13][14]
- Choi Young Woo como Dong Sik, el tío de Hee-seop, detective de homicidios en la comisaría de Woojung.[10]
- Hong Seung-an como Yoo-seop, el segundo hermano mayor de Hee-seop, que estudia en una prestigiosa universidad de Seúl.

#### Gente de Woojung en 1987
- Kim Jong-soo como Byung-gu, el director y presidente de la escuela secundaria Woojung.[10]
- Jung Jae-kwang como Yeon-woo, el hijo de Byung-gu, estudiante de ingeniería mecánica que regresa de un largo período de estudios en el extranjero en los Estados Unidos.
- Jung Shin-hye como Cheong-ah, el dueño de Bongbong Cafe.[11]
- Ji Hye-won como Go Mi-suk, compañera de clase de Soon-ae.[11][12]
- Kim Yeon-woo como Min-su, el hermano mayor de Mi-suk.[11]
- Joo Yeon-woo como Yoo Beom-ryong, alumno de la escuela secundaria Woojung, compañero de clase de Hee-seop.[15]
- Kim Ye-ji como Hae-gyeong, compañera de clase de Soon-ae.[11][12][16]
- Kwon So-hyun como Lee Eun-ha, compañera de clase de Soon-ae.[16]
- Kang Ji-woon como Park Yu-ri, compañera de clase de Soon-ae.[11][16]
- Jung Ga-hee como Lee Joo-young, profesora en la escuela secundaria Woojung.[17]

#### 2021
- Lee Ji-hyun como Lee Soon-ae en 2021.[11][18]
- Lee Gyu-hoe como Hee-seop en 2021.[11]
- Lim Jong-yoon como Min-su en 2021.[11]
- Kim Hye-eun como Mi-suk en 2021.[11]

#### Otros
- Jang Seo-won como Gyo-ryeon.[11]

### Apariciones especiales
- Jung Jin-young como el hijo de Hae-jun y Yoon-young.[19]

## Producción
El 24 de mayo de 2022 se confirmó el reparto de actores protagonistas. El 8 de noviembre del mismo año se publicaron imágenes de la primera lectura del guion, que había tenido lugar en el precedente mes de abril. Dos días después también se difundieron las primeras imágenes de la serie. Por último, el 23 del mismo mes se publicó el cartel principal.
Aunque en principio estaba programada para emitirse en el segundo semestre de 2022, el estreno se aplazó a enero de 2023 en horario de miércoles y jueves. Pero a principios de enero KBS anunció un nuevo retraso y una nueva colocación horaria, producto de una reorganización de contenidos: finalmente se emitiría los lunes y martes a partir de mayo de 2023, a continuación de la serie Oasis.

## Audiencia
| Temporada | Temporada | Episodio número | Episodio número | Episodio número | Episodio número | Episodio número | Episodio número | Episodio número | Episodio número | Episodio número | Episodio número | Episodio número | Episodio número | Episodio número | Episodio número | Episodio número | Episodio número | Promedio |
| Temporada | Temporada | 1               | 2               | 3               | 4               | 5               | 6               | 7               | 8               | 9               | 10              | 11              | 12              | 13              | 14              | 15              | 16              | Promedio |
| --------- | --------- | --------------- | --------------- | --------------- | --------------- | --------------- | --------------- | --------------- | --------------- | --------------- | --------------- | --------------- | --------------- | --------------- | --------------- | --------------- | --------------- | -------- |
|           | 1         | 911             | 822             | 670             | 707             | 677             | 675             | 707             | 778             | 748             | 699             | 702             | 738             | 724             | 804             | 718             | 916             | 750      |

| Episodio | Fecha de emisión    | Índice de audiencia | Índice de audiencia | Índice de audiencia |
| Episodio | Fecha de emisión    | Nielsen Korea       | Nielsen Korea       | TNmS                |
| --- | ------------------- | ------------------- | ------------------- | ------------------- |
| 1 | 1 de mayo de 2023   | 4,5 % (13.ª)        | 4,2 % (12.ª)        | 3,8 % (15.ª)        |
| 2 | 2 de mayo de 2023   | 4,2 % (12.ª)        | 4,9 % (12.ª)        | 3,9 % (15.ª)        |
| 3 | 8 de mayo de 2023   | 4 % (13.ª)          | 4,2 % (13.ª)        | N/D                 |
| 4 | 9 de mayo de 2023   | 4,3 % (11.ª)        | 4,3 % (8.ª)         | N/D                 |
| 5 | 15 de mayo de 2023  | 3,8 % (15.ª)        | 3,6 % (13.ª)        | N/D                 |
| 6 | 16 de mayo de 2023  | 4 % (11.ª)          | 3,7 % (10.ª)        | N/D                 |
| 7 | 22 de mayo de 2023  | 4,2 % (13.ª)        | 4,5 % (8.ª)         | N/D                 |
| 8 | 23 de mayo de 2023  | 4,7 % (8.ª)         | 5 % (5.ª)           | N/D                 |
| 9 | 29 de mayo de 2023  | 4,6 % (14.ª)        | 4,7 % (10.ª)        | N/D                 |
| 10 | 30 de mayo de 2023  | 4,6 % (9.ª)         | 5,2 % (6.ª)         | N/D                 |
| 11 | 5 de junio de 2023  | 4,5 % (10.ª)        | 4,8 % (7.ª)         | N/D                 |
| 12 | 6 de junio de 2023  | 4,6 % (7.ª)         | 4,9 % (5.ª)         | N/D                 |
| 13 | 12 de junio de 2023 | 4,5 % (10.ª)        | 4,8 % (8.ª)         | N/D                 |
| 14 | 13 de junio de 2023 | 4,5 % (9.ª)         | 4,9 % (6.ª)         | N/D                 |
| 15 | 19 de junio de 2023 | 4,4 % (12.ª)        | 4,8 % (8.ª)         | N/D                 |
| 16 | 20 de junio de 2023 | 5,7 % (6.ª)         | 6,2 % (4.ª)         | 3,3 % (15.ª)        |
| Promedio | Promedio            | 4,4 %               | 4,6 %               | —%                  |
| - En la tabla superior, los números azules representan las calificaciones más bajas y los números rojos representan las más altas. - N/D señala que no hay datos publicados para el capítulo correspondiente. |                     |                     |                     |                     |